# Златистоопашата вълнеста маймуна
Златистоопашатата вълнеста маймуна (Oreonax flavicauda) е вид бозайник от семейство Паякообразни маймуни (Atelidae), единствен представител на род Oreonax. Видът е критично застрашен от изчезване.

## Разпространение и местообитание
Този вид е широко разпространено явление в перуанските Анди.